# Dornbuschtunnel
Der Dornbuschtunnel ist ein 554 m (oder 557 m) langer Eisenbahntunnel der Schnellfahrstrecke Hannover–Würzburg nahe der osthessischen Gemeinde Burghaun.

## Lage und Verlauf
Der Tunnel unterquert einen Wald zwischen dem Stadtteil Rimbach der Gemeinde Schlitz und dem Ortsteil Langenschwarz der Marktgemeinde Burghaun.
Das Bauwerk liegt zwischen den Streckenkilometern 212,766 und 213,320. Die Gradiente steigt in südlicher Richtung an. Die Trasse verläuft im Bauwerksbereich gerade.

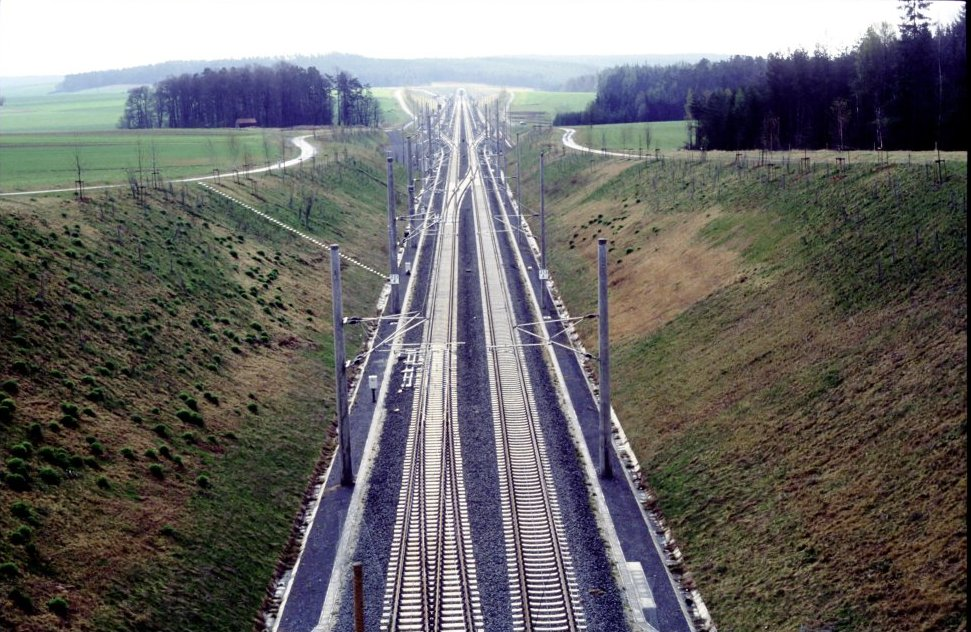
Blick vom Nordportal auf den Betriebsbahnhof Langenschwarz

Nördlich schließt sich die 748 m lange Schwarzbach-Talbrücke an den Tunnel an, südlich folgt der Betriebsbahnhof Langenschwarz. Zwei Weichen des Bahnhofs liegen zumindest teilweise im Tunnel.

## Geschichte
Das Bauwerk entstand an Stelle eines Einschnitts, um Unterbrechungen von Transportwegen zu vermeiden. Als weiterer Grund für den Bau des Tunnels galt der Naturschutz.
Das Bauwerk wurde Anfang 1984 mit einer Länge von 530 m zu Kosten von 16,4 Millionen DM geplant. Die Bauarbeiten sollten von Februar 1986 bis Oktober 1987 laufen.
Das Bauwerk lag im Planungsabschnitt 16 des Mittelabschnitts der Neubaustrecke.
Der Tunnel wurde am 23. September 1986 angeschlagen. Nach seiner Tunnelpatin wurde er in der Bauphase als Anne-Tunnel bezeichnet. Er wurde am 4. Dezember 1986 durchgeschlagen.
Das durchquerte Tal wurde dabei neu profiliert und anschließend ein Tunnel in offener Bauweise errichtet. Das Tal war 1988 wieder überdeckt und bis 1989 rekultiviert.
Der Tunnel wurde als Teil des Neubaustreckenabschnitts Kassel–Fulda 1991 in Betrieb genommen.